# 脊髄神経前枝
脊髄神経前枝（せきずいしんけいぜんし、英: anterior branches of the spinal nerves）は、脊髄神経が椎間孔で2つに分岐したうちの前方に伸びる枝のこと。31対ある脊髄神経すべてにあり、後枝に比べて太い枝である。

## 概説
前枝は分枝してすぐに前方に向かい、体幹の外側部と腹側部ならびに体肢の皮膚に分布する。胸神経を除いて脊柱の両側で上下に吻合して神経叢を作り、分節の配分は不規則である。
胸神経の場合は、そのまま肋間動脈、肋間静脈に沿って肋間神経が肋間を走る。上位の肋間神経は終始同一の肋間を走るが、下位のものは肋骨弓を越えてさらに斜めになって正中部まで進むため、腹壁もその大部分が肋間神経で後方から前下方へと貫かれる。第12肋骨の下は肋間がないため肋下神経と呼ばれる。